# Одзеро
О́дзеро (итал. Ozzero) — коммуна в Италии, в провинции Милан области Ломбардия.
Население составляет 1347 человек (2008 г.), плотность населения составляет 122 чел./км². Занимает площадь 11 км². Почтовый индекс — 20080. Телефонный код — 02.
Покровительницей коммуны почитается Пресвятая Богородица (Madonna della cintura), празднование в первое воскресение сентября.

## Демография
Динамика населения:

## Администрация коммуны
- Официальный сайт: http://www.comune.ozzero.mi.it Архивная копия от 7 марта 2022 на Wayback Machine